# Kevin Gilbert
Kevin Matthew Gilbert (Sacramento, 20 novembre 1966 – Los Angeles, 17 maggio 1996) è stato un cantautore, musicista e produttore discografico statunitense.
Musicista completo, oltre che essere cantautore, suonava basso, chitarra, tastiere, percussioni e violoncello.

## I primi anni: No Reason Given, Call MeKaie il tour con Eddie Money
Dopo Sacramento si sposta a San Mateo, California, dove frequenta l'High school.
Durante gli anni del liceo, ottiene un lavoro in uno studio di incisione, in cui comincia a fare da produttore per se stesso e per la band per cui ricopre ruolo di tastierista e cantante: i No Reason Given. Con i N.R.G., Gilbert si esibisce spesso tra il 1982 e il 1984. Proprio nell'84, ottenuto un contratto discografico con la Goin' Platinum!, incide con il gruppo l'unico album della band, un disco di sonorità new wave miste ad una forte influenza progressive rock. Del progetto fanno parte oltre a Gilbert Jason Hubbard e Mickey Sorey. Nel 2022 è stato pubblicato il disco NRG Live At Keystone Palo Alto, California 1982, unica testimonianza dell'attività live del gruppo. Proprio producendo i suoi brani fa una promessa a se stesso: incidere 45 minuti di musica all'anno e farne dei dischi da distribuire ad amici e familiari in formato cassetta. Nascono così quattro album di materiale originale inciso tra il 1984 e il 1987, resi pubblici dalla Kevin Gilbert Estate nel 2021 sotto forma di box set dal nome Call Me Kai, poiché l'artista era solito firmarsi sulle suddette cassette come Kai Gilbert. Nel 1986 ottiene la chiamata per suonare dal vivo con la band di Eddie Money come tastierista. Durante il tour, però, Gilbert realizza di non voler suonare su hit di altri artisti quanto invece desidera portare avanti le sue idee musicali, non andrà mai più in tour con nessun altro grande nome.

## i Giraffe
Precedentemente alla chiamata di Eddie Money, Gilbert fa parte di un gruppo con Robert Farris. I due producono del materiale proprio e per gioco cominciano a scrivere sulle cassette delle proprie demo il nome GI-RAF, in riferimento ironico a tutti i gruppi che utilizzano i nomi abbreviati dei propri componenti per quelli delle band stesse. Successivamente Gilbert aggiunge le lettere finali FE al nome. Durante il tour con Money, il tastierista Michael Abowd entra in formazione per sostituire Gilbert, ma il gruppo si scioglie presto. Tornato a casa e sempre registrando i suoi primi dischi, l'artista comincia a circondarsi anche di musicisti come J. Scott Smith e Stan Cotey, batterista e chitarrista, con cui incide, coscrive e coproduce una serie di canzoni. Comincia a chiamare per alcune collaborazioni anche Michael Abowd e il bassista Nate Pitts. A questo punto viene deciso di avere un vero e proprio gruppo a nome Giraffe per pubblicare e suonare dal vivo il materiale scritto, e Pitts suggerisce come bassista Chris Beveridge, che è l'unico componente ad essere effettivamente audizionato per la band a primo disco ormai già ultimato. Robert Farris, pur non facendo parte del gruppo, contribuisce alla realizzazione del progetto coscrivendo con Gilbert diverse canzoni. Nell'aprile 1988, a nome Giraffe, vede così la luce il primo album del progetto, intitolato The Power of Suggestion. Il complesso è storicamente uno dei primi ad autofinanziare un disco in CD senza nessuna casa discografica alle spalle. Questa mossa incuriosisce gli organizzatori dello "Yamaha Soundcheck International Rock Music Competition", che invitano il gruppo a prendervi parte. La band partecipa quindi al contest nel 1988 e vince la tappa dell'Universal Amphitheater, volando così in Giappone per la finale internazionale del Band Explosion, una delle più grandi manifestazioni per gruppi senza etichetta discografica.
In mezzo alle due esibizioni, ne seguono diverse altre locali e l'incisione del secondo disco The View From Here, pubblicato nell'aprile 1989. Proprio durante le prove per portare dal vivo il materiale di The View From Here, Gilbert comunica ai Giraffe la sua decisione di lasciare il gruppo. Proprio nei primi mesi del 1989, infatti, il frontman si era spesso recato a Los Angeles, poiché il noto produttore Patrick Leonard, colpito dalla performance di Gilbert al concorso Yamaha, lo aveva invitato a scrivere ed incidere dei brani con lui per la formazione di una nuova band, i Toy Matinee. La notizia viene accolta dal malcontento generale, tuttavia i restanti membri decidono di continuare sostituendo il cantante con Robert Farris, tornando così alle origini. Farris dopo essere uscito dalla prima formazione aveva fatto parte di un gruppo chiamato No Two, che aveva inciso per la A&M Records l'omonimo album, prodotto proprio da Gilbert e inciso dai Giraffe come backing band. Con Farris, tuttavia, i Giraffe finiscono in un contenzioso legale con Gilbert per i diritti sull'utilizzo del nome, e perdono, dovendosi così accontentare di andare avanti, per un breve periodo, col nome di Jackal.

## Il successo coi Toy Matinee
Leonard e Gilbert, danno così vita a questo gruppo, insieme a Tim Pierce, Guy Pratt e Brian MacLeod. Sempre nel 1989, il duo aveva prodotto il disco di Madonna (I'm Breathless), in cui erano coinvolti anche Pierce e Pratt. Il complesso incide per la Warner Bros. solo l'omonimo disco, trainato da singoli quale l'ambientalista Last Plane Out e The Ballad of Jenny Ledge, ispirata ad una storia realmente accaduta a Gilbert. Tuttavia la band si scioglie in breve tempo, poiché Pierce e MacLeod preferiscono ai tour la vita da session man, e Guy Pratt, in quegli anni bassista dei Pink Floyd per giunta sposato con la figlia di Richard Wright, ritorna in formazione per obblighi contrattuali. Di fronte alla possibilità di andare in tour quasi senza componenti originali, anche Leonard abbandona. Gilbert decide però di tenere il nome Toy Matinee e allestisce una nuova formazione per portare il disco in tour. Della band dal vivo fanno parte il chitarrista Marc Bonilla, il batterista Toss Panos, il bassista Spencer Campbell e l'allora sconosciuta fidanzata di Gilbert Sheryl Crow alle tastiere. Così la seconda metà del 1990 e buona parte del 1991 vedono il gruppo talvolta in duo (con i soli Gilbert e Bonilla), talvolta al completo promuovere dal vivo il disco, seguono così diverse ospitate allo show radiofonico The Mark and Brian Show di Mark Thompson e Brian Phelps, e una nuova partecipazione al Band Explosion. Il progetto si interrompe nel 1991, quando Patrick Leonard entra in un contenzioso legale con Gilbert per i diritti sul nome. Nel 2010, la Estate di Gilbert ha pubblicato Kevin Gilbert Performs Toy Matinee Live, tratto da un'esibizione che il gruppo tenne al Roxy Theatre nel 1991. È del 2014 la pubblicazione di Toy Matinee Acoustic, collezione di alcune session in studio fatte dalla band. Nei primi anni 90, Gilbert lavora su progetti di diversi musicisti pop affermati, tra cui Michael Jackson (Dangerous), e  Keith Emerson (Changing States).

## Tuesday Night Music Club
Nel 1992 nello studio di Toad Hall, a Pasadena in California, ogni martedì sera alcuni autori e musicisti tengono informali session assieme a Bill Bottrell, produttore discografico nonché proprietario dello studio di registrazione. Fra questi musicisti vi è anche Gilbert, che attorno a metà settembre decide d'introdurre la fidanzata Sheryl Crow al gruppo, denominato Tuesday Music Collective. Per mesi l'affiatata squadra, composta da Gilbert, David Baerwald, Bill Bottrell, Dan Schwartz, Brian MacLeod, e Sheryl Crow, lavora all'album con grande dedizione e impegno, ma nella più totale informalità, almeno stando alle apparenze. L'album, intitolato Tuesday Night Music Club, viene terminato entro la prima metà del 1993 e pubblicato dalla Crow negli Stati Uniti d'America il 3 agosto dello stesso anno. I rapporti fra i membri del TNMC e Sheryl nel frattempo si fanno sempre più tesi e anche la relazione di Gilbert con lei è fondamentalmente giunta al capolinea, fino alla separazione nel 1994. Gilbert e il resto del gruppo lavorarono con i cantautori Susanna Hoffs e Linda Perry su altri due album. 

## Ultimi progetti e morte
Nel 1994, Gilbert mette su una formazione con Stan Cotey, affiancati da Nick D'Virgilio, David Kerzner (stretti collaboratori di Gilbert), e Dan Hancock. Questo gruppo si esibisce in una sola occasione, al Progfest dello stesso anno eseguendo gran parte di The Lamb Lies Down on Broadway dei Genesis con il nome di Giraffe (contro la volontà di Cotey).
Nel 1995 pubblica il suo primo album da solista: "Thud". Un lavoro che rimane in classifica solo un paio di settimane. Nello stesso anno tre brani del disco vengono assemblati e ripubblicati in un EP chiamato Kashmir EP, in cui è presente una versione in studio dell'omonimo brano dei Led Zeppelin. Kashmir, nella versione di Gilbert diventa a sorpresa una grande hit radiofonica. La formazione che accompagna Gilbert in questo periodo prende il nome di Thud, e ne fanno parte oltre a D'Virgilio e Kerzner anche Satnam Ramgotra e Russ Parrish (quest'ultimo più tardi noto come Satchel negli Steel Panther).
Nel 1996 produce Beware of Darkness, secondo album degli Spock's Beard. 
Il 17 maggio 1996, all'età di 29 anni, Gilbert viene trovato morto nella sua abitazione a Los Angeles. Le cause della morte vengono attribuite ad asfissia autoerotica.
Poco dopo la morte di Gilbert, Jon Rubin, manager di quest'ultimo, viene contattato dal management dei Genesis per ottenere un suo provino, Tony Banks e Mike Rutherford erano infatti alla ricerca di un nuovo cantante per sostituire il partente Phil Collins.

## Altre pubblicazioni postume
Da dopo la morte del cantante, i suoi familiari hanno fondato l'etichetta The Estate Of Kevin Gilbert, che si occupa di tutte le ripubblicazioni e nuove pubblicazioni del suo catalogo. Nel 2000, Nick D'Virgilio e John Cuniberti, hanno completato le incisioni di quello che diventa il secondo disco solista di Gilbert The Shaming of the True, un concept album inciso tra il 1995 e il 1996 incentrato sulla storia della parabola di un artista in cui si inserisce il tema dello sfruttamento delle major discografiche. Come dichiarato da Cuniberti, l'album presentava inizialmente solo tante idee musicali successivamente assemblate per formare le canzoni, basandosi su delle note lasciate da Gilbert. Nel 1999 è stato pubblicato Kevin Gilbert & Thud: Live at the Troubadour, incisione di un concerto con i Thud tenutosi nel 1996, in seguito ripubblicato nel 2009 nella sua forma integrale, comprendente anche il DVD dell'esibizione. Seguono nel 2002 The Kaviar Sessions, un disco di materiale industrial inciso con l'omonima formazione nel 1996. Nel 2009 è la volta di Nuts e Bolts, due dischi contenenti materiale inciso dal 1984 al 1996. Nel 2021 esce un disco intitolato semplicemente Covers, una raccolta di cover incise dall'artista in tutta la sua carriera.

## Discografia

### No Reasons Given
- NRG Live At Keystone Palo Alto, California 1982 (2022) [inciso nel 1982]
- No Reasons Given (1984)

### Giraffe
- The Power of Suggestion (1987)
- The View From Here (1989)
- The Lamb Lies Down On Broadway - Progfest '94 (2014) [inciso nel 1994]

### Toy Matinee
- Toy Matinee (1990)
- Toy Matinee Acoustic (2010) [inciso nel 1990]
- Kevin Gilbert Performs Toy Matinee Live (2010) [inciso nel 1991]

### Kaviar
- The Kaviar Sessions (2002) [inciso nel 1996]

### Solista
- Decent Exposure (2021) [dal box set Call Me Kai, inciso nel 1985]
- Sometimes Why (2021) [dal box set Call Me Kai, inciso nel 1986]
- Point Blank (2021) [dal box set Call Me Kai, inciso nel 1987]
- Mixed Bag (2021) [dal box set Call Me Kai, inciso tra il 1984 e il 1987]
- Thud (1995)
- Welcome To Joytown: Live at the Troubadour (1999) [inciso nel 1996]
- The Shaming of the True (2000) [inciso tra il 1995 e il 1996]
- Nuts (2009) [inciso tra il 1984 e il 1996]
- Bolts (2009) [inciso tra il 1984 e il 1996]
- Covers (2021) [inciso tra il 1985 e il 1996]